# Final de Ascenso 2005-06
La Final de Ascenso 2005-06 fue una llave de definición en la cual se enfrentó el campeón del Torneo Apertura 2005: Puebla, contra el campeón del Torneo Clausura 2006: Querétaro, disputándose en partidos de ida y vuelta, para determinar al equipo que ascendería a la Primera División.

## Sistema de competición
Disputarán el ascenso a la Primera División los campeones de los Torneos Apertura 2005 y Clausura 2006. El Club con mayor número de puntos en la Tabla General de Clasificación de la Temporada 2005-2006, (tabla que suma los puntos obtenidos por los Clubes participantes durante ambos Torneos) y tomando en cuenta los criterios de desempate establecidos en el reglamento de competencia, será el que juegue como local el partido de vuelta, eligiendo el horario del mismo.
El Club vencedor de la Final de Ascenso a la Primera División será aquel que en los dos partidos anote el mayor número de goles, criterio conocido como marcador global. Si al término del tiempo reglamentario el partido está empatado, se agregarán dos tiempos extras de 15 minutos cada uno. De persistir el empate en estos periodos, se procederá a lanzar tiros penales, hasta que resulte un vencedor.
Si el Club vencedor es el mismo en los dos Torneos, se producirá el ascenso automáticamente.

## Información de los equipos
| Equipo    | Entrenador                | Estadio     | Ciudad               | Capacidad |
| --------- | ------------------------- | ----------- | -------------------- | --------- |
| Querétaro | Salvador Reyes de la Peña | Corregidora | Querétaro, Querétaro | 35 575    |
| Puebla    | Rubén Rossi               | Cuauhtémoc  | Puebla, Puebla       | 42 648    |

## Partidos

### Querétaro-Puebla
| 25 de mayo de 2006, 20:45 | Puebla | 1:2 | Querétaro | Estadio Cuauhtémoc, Puebla, Puebla |  |

| 28 de mayo de 2006, 20:00                   | Querétaro | 3:0 | Puebla | Estadio Corregidora, Querétaro, Querétaro |  |
| Querétaro Campeón de Ascenso 2005-06 (5:1). |           |     |        |                                           |  |

| Campeón de Ascenso 2005-06     |
| ------------------------------ |
|                                |
| Querétaro                      |
| 1° Título                      |
| Asciende a la Primera División |